# 七ッ山
七ッ山（ななつやま）は、徳島県徳島市八万町にある山である。標高9.0m。

## 地理
国土地理院による三角点の標高は9mで、弁天山に続いて徳島県下では二番目の低山である。
向寺山の東方、JR牟岐線の東側に位置する。山名の由来は7つの峰が連なることから「七ツ山」と名付けられたとされる。